# Casimiro del Collado
Casimiro del Collado y Albo (Santander, Cantabria; 4 de marzo de 1821 - Ciudad de México, 28 de marzo de 1898) fue un periodista, poeta y académico español que se estableció en México. Utilizó el seudónimo de Fabricio Núñez. Fue miembro fundador de la Academia Mexicana de la Lengua.

## Semblanza biográfica
Nacido en Santander, hijo de Francisco Guillermo del Collado Campo y de Cipriana de Albo y Anillo. Sus hermanos,  José Valentín del Collado y Albo (1831 - 1901), y Antonio Tomás.   
Realizó sus estudios en el valle de Liendo, Villacarriedo y Burgos. A finales del año 1838, llega a México con un bagaje cultural poco frecuente y con la ambición de un joven emprendedor.  
Conoció a José María Lafragua, y junto con él fundó y codirigió el semanario El Apuntador, colaboró además con el Liceo, el Ateneo y el Museo, de esta forma dio a conocer su poesía y se integró al romanticismo mexicano. Utilizó el seudónimo de Fabricio Núñez.
Durante la invasión estadounidense trató de salvar la vida del periodista y capitán Luis Martínez de Castro, quien fue herido de muerte en la batalla de Churubusco. Es después de estos acontecimientos cuando cambió su estilo romántico por un estilo neoclásico en su obra y cuando escribió su "Oda a Méjico", la cual, está dedicada a José María Roa Bárcena.  Asimismo, su obra refleja los sucesos históricos del momento: la agitación política, la peste, y las amenazas exteriores de la política internacional hacia México.
Viajó a España en dos ocasiones, en 1871 y en 1875. Conoció a Marcelino Menéndez Pelayo quien escribió el prólogo la segunda edición de su libro de Poesías (1880). Fue nombrado miembro correspondiente de la Real Academia Española y fue miembro fundador de la Academia Mexicana de la Lengua, en la cual, ocupó la silla IV.  Fue amigo de Francisco Sosa Escalante, quien lo convenció para publicar su libro Últimas poesías. 
Fue dueño del servicio de Diligencias Nacionales entre Veracruz y México, y en la década de 1850 entró a formar parte de diversas sociedades mineras. A su éxito en los negocios contribuiría su boda con Emilia Gargollo Parra, hija del acaudalado montañés, Manuel Gargollo y Albo.También tuvo una destacada presencia en las instituciones españolas en México. Presidió la Sociedad Española de Beneficencia y el Casino Español (del que fue uno de sus fundadores).
Murió en la Ciudad de México del 28 de marzo de 1898, fue sepultado en el Panteón Español.

## Obras publicadas
Entre sus obras principales se encuentran "Zelmira", "Canto a Santander", "En la muerte de mi hermano", "A Chapultepec", "La oda al sabino de Popotla", "Liendo o el valle paterno", "A la primavera", "Adiós España", "Oda a Cantabria" y "Oda a México". Sus libros fueron publicados con los títulos de:
- Poesías
- Últimas poesías

Entre sus poemas sobresalen “Chapultepec” y “Oriental”, "Oda a México” (1855) –que le mereció el título de Cantor del Anáhuac–, “Jesús”, incluido en El Renacimiento (1869), y “En el mar” (1873).